# I Shot Jesse James
I Shot Jesse James is een Amerikaanse western uit 1949 onder regie van Samuel Fuller. In Nederland werd de film uitgebracht onder de titel Ter wille van een vrouw.

## Verhaal
De crimineel Robert Ford is verliefd op actrice Cynthy Waters. Als hij zijn kompaan Jesse James doodt, krijgt hij amnestie en een beloning van 10.000 dollar. Met dat geld wil hij een nieuw leven beginnen met Cynthy. Zij is echter niet geïnteresseerd in hem. Hij trekt dan maar naar Colorado op zoek naar zilver.

## Rolverdeling
| Acteur             | Personage     |
| ------------------ | ------------- |
| Preston Foster     | John Kelley   |
| Barbara Britton    | Cynthy Waters |
| John Ireland       | Robert Ford   |
| Reed Hadley        | Jesse James   |
| J. Edward Bromberg | Harry Kane    |
| Victor Kilian      | Soapy         |
| Tom Tyler          | Frank James   |
| Tommy Noonan       | Charles Ford  |